# Baía de San Miguel

A Baía de San Miguel é uma grande baía na parte sul da ilha de Luzon, no norte das Filipinas. Na sua parte norte situa-se a Roca de Bicol (a 5 km), a ilha de Cagblanaca (a nordeste), a baía de Siruma (para norte) e as pontas de Quelun e Quejun.
Muito perto, a oeste, fica o parque nacional de Bikol.

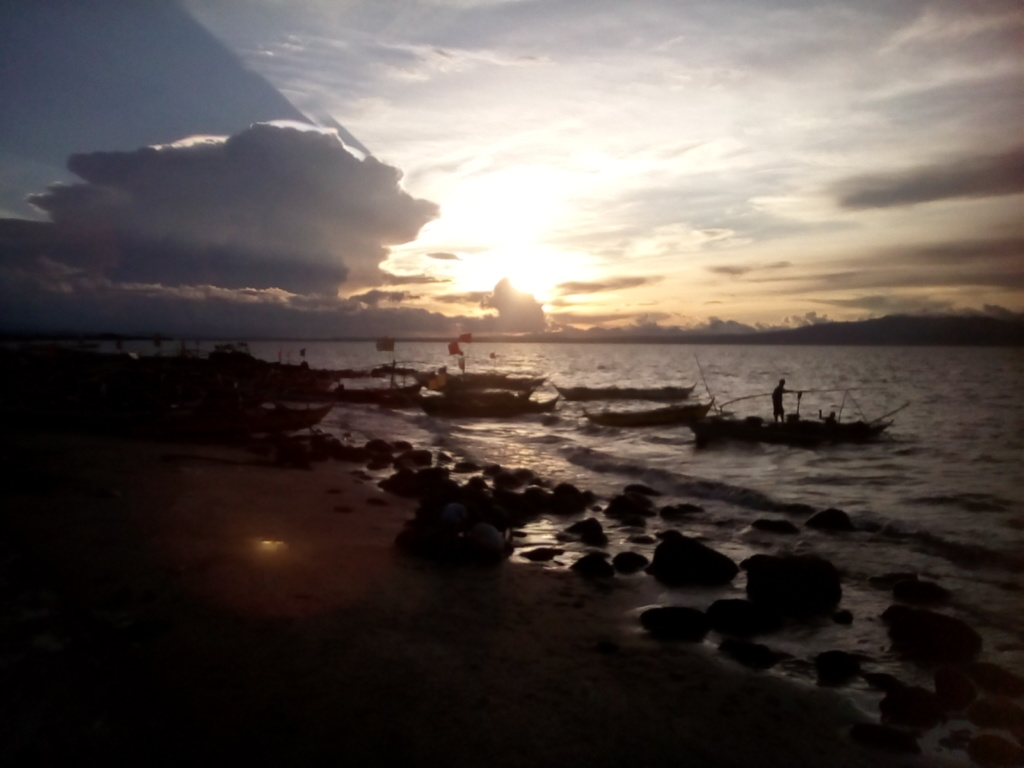
Baía de San miguel

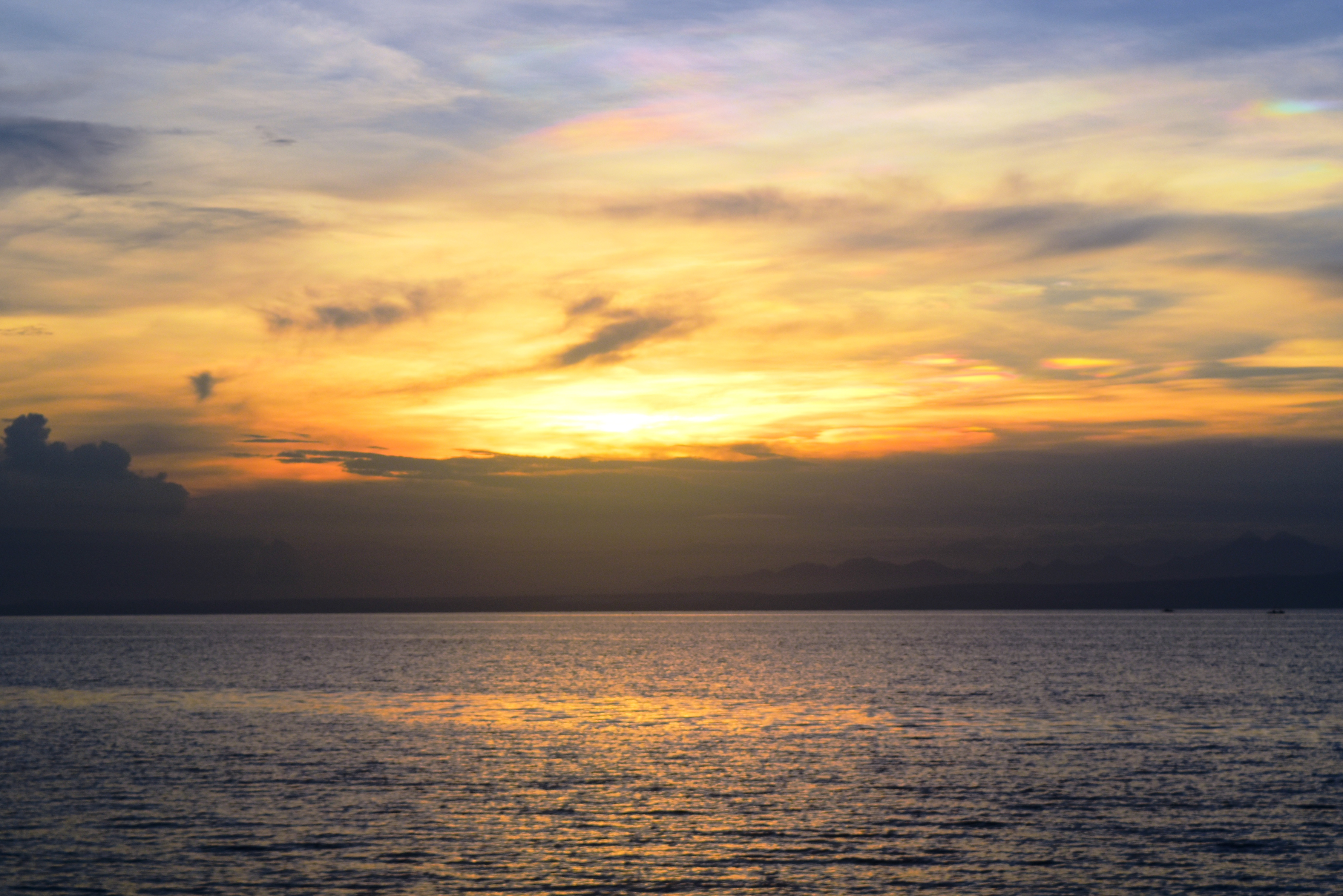
Baía de San miguel